# 島崎望
島崎 望（しまさき のぞみ、1988年12月18日 - ）は、佐賀県出身の女子ソフトボール選手（外野手）。元Honda所属。

## 経歴
中学時に全国中学校ソフトボール大会で3位、佐賀女子短期大学付属佐賀女子高等学校では2006年にインターハイ優勝。
卒業後の2007年に、高校のチームメイトであった又吉薫と共にホンダに入団。日本リーグでは2010年にベストナイン、2014年からは3年連続で盗塁王に輝いた。
日本代表には2013年に初招集。東アジアカップやUSAワールドカップなどに出場した。
2016年のシーズン終了をもって現役引退した。

## 詳細情報

### 日本リーグ個人表彰
- 2010年 - ベストナイン賞（指名選手）
- 2014年 - 盗塁王（16盗塁）
- 2015年 - 盗塁王（13盗塁）
- 2016年 - 盗塁王（11盗塁）

### 背番号
- 28（2007 - 2016）